# The Beautiful People (lucha libre)
The Beautiful People es un tag Team y Stable de luchadoras profesionales que trabajan en la empresa Total Nonstop Action Wrestling (TNA). Originariamente, el Tag Team se formó en 2007 entre las luchadoras Angelina Love y Velvet Sky. En los años siguientes, hasta su disolución en 2011, el Stable pasó por diferentes formaciones, en las que se incluyó a Cute Kip, Madison Rayne y Lacey Von Erich, así como diferentes asociados. En 2019, Love y Sky formó una nueva versión en Ring of Honor con Mandy Leon, llamada Allure.
El Stable ha tenido varios logros. Dentro de su formación, Angelina Love y Madison Rayne ganaron en varias ocasiones el Campeonato Femenino de la TNA y Sky, Rayne & Von Erich ganaron en una ocasión el Campeonato Femenino en Parejas de la TNA, el cual defendieron bajo la Freebird Rule.

## Historia

### Total Nonstop Action Wrestling (2007-2016)

#### 2007–2009

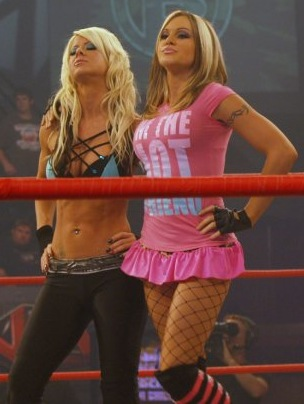
Angelina Love y Velvet Sky, fundadoras de Beautiful People.

En un principio esta agrupación de knockouts solo contaba con 2 miembros y fundadoras Angelina Love y Velvet Sky, a esta unión le nombraron "Velvet-Love Entertainment" y luego lo cambiaron a "Beautiful People", se volvieron heel en una edición de impact del 13 de marzo cuando maquillaban a Roxxi solo para después atacarla.
En Lockdown 2009, Angelina Love acompañada de velvet, derrotó a Awesome Kong y a Taylor Wilde, ganando el Campeonato de Knockouts de la TNA por primera vez. Por eso comenzó un feudo con Kong, en Sacrifice 2009 Love venció a Kong con un "Roll-up" después de usar un spray en los ojos de su oponente reteniendo el campeonato. Después tuvo un feudo con Tara, peleando en Slammiversary 2009 reteniendo el título una vez más, pero lo perdió el 24 de junio ante ella.
En Victory Road aseguró su revancha por el título ganándolo por 2.ª vez. Posteriormente se unió a ellas Madison Rayne quien fue destituda y odiada del grupo cuando angelina perdió el Campeonato de Knockouts de la TNA ante ODB en el evento Hard Justice, después de eso empezaron un feudo con ella que llevó hasta una confrontación en impact siendo Madison derrotada por Angelina después de un brutal ataque, luego avanzaron a las finales para llevarse el Campeonato Knockout en Parejas de la TNA, pero debido a problemas de migración con su visa Angelina Love tuvo que abandonar TNA dejando así su lugar y liderazgo en Beautiful People con ello la oportunidad de ser campeona de nuevo, después de una disculpa de Madison Rayne estas la perdonaron y ella pudo volver al conjunto ocupando así el puesto de Love (Madison también como Heel) en la pelea por los títulos la cual perdieron siendo Sarita y Taylor Wilde.
El día 1 de octubre Sky y Rayne ofrecieron disculpas a Sarita y a Taylor por su mal comportamiento, pero fueron atacadas inmediatamente por ambas, además ahí debutó en TNA Lacey Von Erich ayudando a The Beautiful People tras aplicar su Von Erich Claw sobre Sarita haciéndola así miembro oficial de este grupo.
El 22 de octubre ellas aparecieron haciendo su nuevo show en TNA The Meanest Girls atacando nuevamente a sus rivales (Sarita y Taylor), en las siguientes ediciones derrotaron a ODB, Hamada y Christy Hemme, luego se anunció que en el evento Turning Point 2009 The Beautiful People contendería por todos los títulos de TNA Knockouts contra ODB (Knockouts Champion) y Sarita con Taylor Wilde (Knockouts Tag Team Champions).
En el evento Turning Point 2009 perdieron la oportunidad por los Títulos Femeninos de la TNA al ser derrotadas por Taylor, Sarita y ODB.

#### 2010-2011

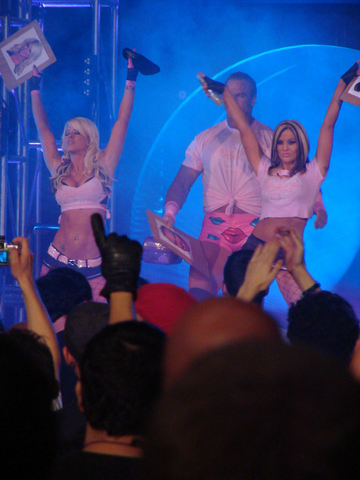
Cute Kip junto a The Beautiful People.

En su primera pelea del año, lucharon por el Campeonato Femenino en Parejas de la TNA, pero fueron derrotadas por Hamada & Awesome Kong. Esa misma noche, Angelina Love, quien estaba como público, atacó al grupo, iniciando un feudo. El 8 de marzo de 2010, Rayne & Sky derrotaron a Tara & Love y a Taylor Wilde & Sarita, ganando el vacante Campeonato Femenino en Parejas de la TNA. Mediante la Freebird Rule, añadieron a Von Erich como campeona. Luego de que Love consiguiera el Campeonato Femenino de la TNA, se pactó una lucha en Lockdown entre Tara & Love y Rayne & Sky, poniendo todas sus títulos en juego, con la condición de si ganaban Tara & Love, serían las nuevas Campeonas Femeninas en Pareja y si ganaban Sky & Rayne, la que hiciera la cuenta sería la nueva Campeona Femenina. Durante el combate, gracias a la intervención de Von Erich, Madison Rayne se convirtió en la Campeona Femenina de la TNA tras cubrir a Tara.
Tras esto, Rayne defendió con éxito el título ante Tara y Roxxi en Sacrifice y Slammiversary VIII respectivamente, apostando ambas luchadoras su carrera y perdiendo. Sin embargo, en Victory Road, se pactó una lucha entre Madison y Love, apostando la primera el título y la segunda, su carrera, con la condición de que si algún miembro de Beautiful People intervenía en el combate, Love ganaría el campeonato. Durante la lucha, intervino una motorista misteriosa, dando como ganadora a Love. Sin embargo, la semana siguiente, le devolvieron el título a Rayne, ya que la motorista no era miembro de Beautiful People. Esta intervención hizo que hubiera tensión entre Madison y Velvet Sky, haciendo que Sky & Von Erich perdieran el Campeonato Femenino en Parejas ante Taylor WIlde & Hamada. Luego, el 12 de agosto, Love derrotó a Madison, ganando el título. La semana siguiente, Love defendió con éxito el título después de que Sky acudiera a ayudarla, cambiando a face después de ser insultada por Rayne y que Von Erich fuera lesionada (Kayfabe), reuniéndose de nuevo con Love y como The Beautiful People.
Entonces, Love & Sky continuaron el feudo con Rayne & la Motorista misteriosa, quien resultó ser Tara. En No Surrender, Sky derrotó a Rayne. Además, ambas parejas reclamaban el nombre de The Beautiful People, por lo que el 6 de octubre se enfrentaron en un combate por los derechos del nombre, ganando Love & Sky. Finalmente, se pactó una lucha entre las 4 en Bound for Glory con Mickie James como árbitro especial, ganando Tara la lucha y el título. El 21 de octubre en Impact! en un backstage Mrs. Tessmacher les pide a las Beautiful People que la ayuden en sus habilidades en el ring, Velvet le dice que puede comenzar por besar su trasero, Mrs. Tessmacher se retira y las chicas de The Beautiful People comentan sobre el descaro de Tessmacher, se retiran Velvet y Erich y de pronto aparece Winter, Winter le dice a Angelina que es su fan, Velvet vuelve y Angelina le pregunta si había visto a Winter, Velvet le dice a Angelina que está alucinando. El 28 de octubre en Impact! Beautiful People & Mickie James lucharon contra Madison Rayne, Tara & Sarita, lucha que ganaron las últimas. El 4 de noviembre Sky se enfrentó a Sarita, lucha que perdió Sky. El 18 de noviembre Sky hizo equipo con MCMG & Jay Lethal en contra de Generation Me, Robbie E & Cookie, lucha que perdieron Sky y su equipo. En ese mismo Impact! Love se enfrentó a Mickie James, lucha que perdió Love, y de nuevo Winter se le apareció a Love. El 2 de diciembre Love participó en un Triple Threath Match en el que participaron también Madison Rayne y Sarita, el combate lo ganó Sarita tras cubrir a Love, después de esto Winter se le apareció a Love. El 9 de diciembre el campeonato femenino en parejas quedó vacante por lo que se llevó a cabo un torneo, en el cual participó Beautiful People, en la primera ronda (9 de diciembre), Love & Sky derrotaron a Sarita & Daffney, pero antes del combate Sarita empezó a insultar a Sky. En la final del torneo (23 de diciembre) Sky & Love se iban a enfrentar a Madison Rayne & Tara, pero justo antes del combate Sarita atacó a Sky dejándola en mal estado por lo cual no pudo luchar, y Love se enfrentó en un Handicap Match a Tara & Rayne y empezó el combate pero en medio del encuentro Winter apareció para hacer equipo con Love, y Love & Winter derrotaron a Rayne & Tara convirtiéndose en campeonas y añadiéndose Winter a The Beautiful People. Después defendieron sus títulos con éxito frente a Tara y a Madison Rayne con ayuda de Mickie James. Luego comenzaron varias confrontaciones entre Sky y Winter por celos hacia Angelina. A partir de entonces Love se volvió heel atacando a Velvet debido a los poderes mágicos de Winter. A causa de esto se disolvió por completo The Beautiful People.

#### 2014-2015
En el show del 13 de marzo de 2014 Angelina Love tuvo un segmento con su antigua compañera de equipo Velvet Sky, con el motivo de volver a formar The Beautiful People dándole un plazo de una semana a Sky para que tomara una decisión. En el show del 20 de marzo, Sky aceptó la oferta y The Beautiful People regresó oficialmente. Las semanas siguientes tanto Sky como Love se volvieron heel. Desde su regreso, The Beautiful People ha tenido varias peleas, tanto individuales como en equipo, en contra de Gail Kim, Madison Rayne y Brittany.
El 27 de abril en Sacrifice Angelina Love ganó por sexta vez el Campeonato Femenino de la TNA con la ayuda de Velvet Sky. El grupo volvió a disolverse en enero de 2015 cuando Velvet fue despedida. El 2 de septiembre Sky regresa a TNA, refundando el stable junto con Angelina. Más tarde, The DollHouse (Jade, Marti Belle y posteriormente, Rebel) comenzaron un feudo con Sky, tras atacarla en una lucha titular, en respuesta, Sky, Angelina y Madison Rayne refundan oficialmente el stable y desafiaron a las Dollhouse. Sin embargo, Angelina Love confirma su embarazo y abandona el stable, por lo cual Sky y Madison sufrieron ataques constantes de las Dollhouse.

#### 2016
En el primer TNA Impact! del año y trasmitiendose en su nuevo canal Pop tv, The Beautiful People, sin Angelina Love (debido a su embarazo) y con Gail Kim derrotaron a las Dollhouse. Al terminar esta lucha fueron atacadas por estas, ayudadas por Awesome Kong, la cual se convertiría en nueva líder de Dollhouse. Tras varias derrotas a manos de Dollhouse, Gail Kim comenzó a salir en auxilio de las Beautiful People, pero trayendo consigo su feudo con María Kanellis. Tras un incidente con Reby Sky, Kong es apartada de TNA, quedando Rebel como líder de Dollhouse, retando a Kim y a Beautiful People a una Lethal Lockdown Match en Impact Wrestling Lockdown. En el evento, Madison Rayne es atacada e impedida de participar en la lucha, María se ofreció a reemplazarla y ella, Kim y Velvet Sky se enfrentaron a las Dollhouse. Sin embargo, María abandono a sus compañeras, haciendo que queden derrotadas, tras un Package Piledriver de Jade a Kim. Rayne buscó venganza pero también fue derrotada por Jade en un episodio de Impact. Tras la no renovación del contrato de Velvet Sky, el stable fue concluido.

### Ring of Honor (2019-presente)
La exmiembro Madison Rayne, mientras estaba bajo contrato con Ring of Honor, lanzó la idea de usar a The Beautiful People para ayudar a la división de Women of Honor de ROH. Después de que Rayne abandonó la empresa y regresará a Impact Wrestling, Love y Sky hicieron su debut en ROH en G1 Supercard, uniéndose a Mandy Leon como Allure.

## En lucha
- Movimientos de firma
  - Sky y Love

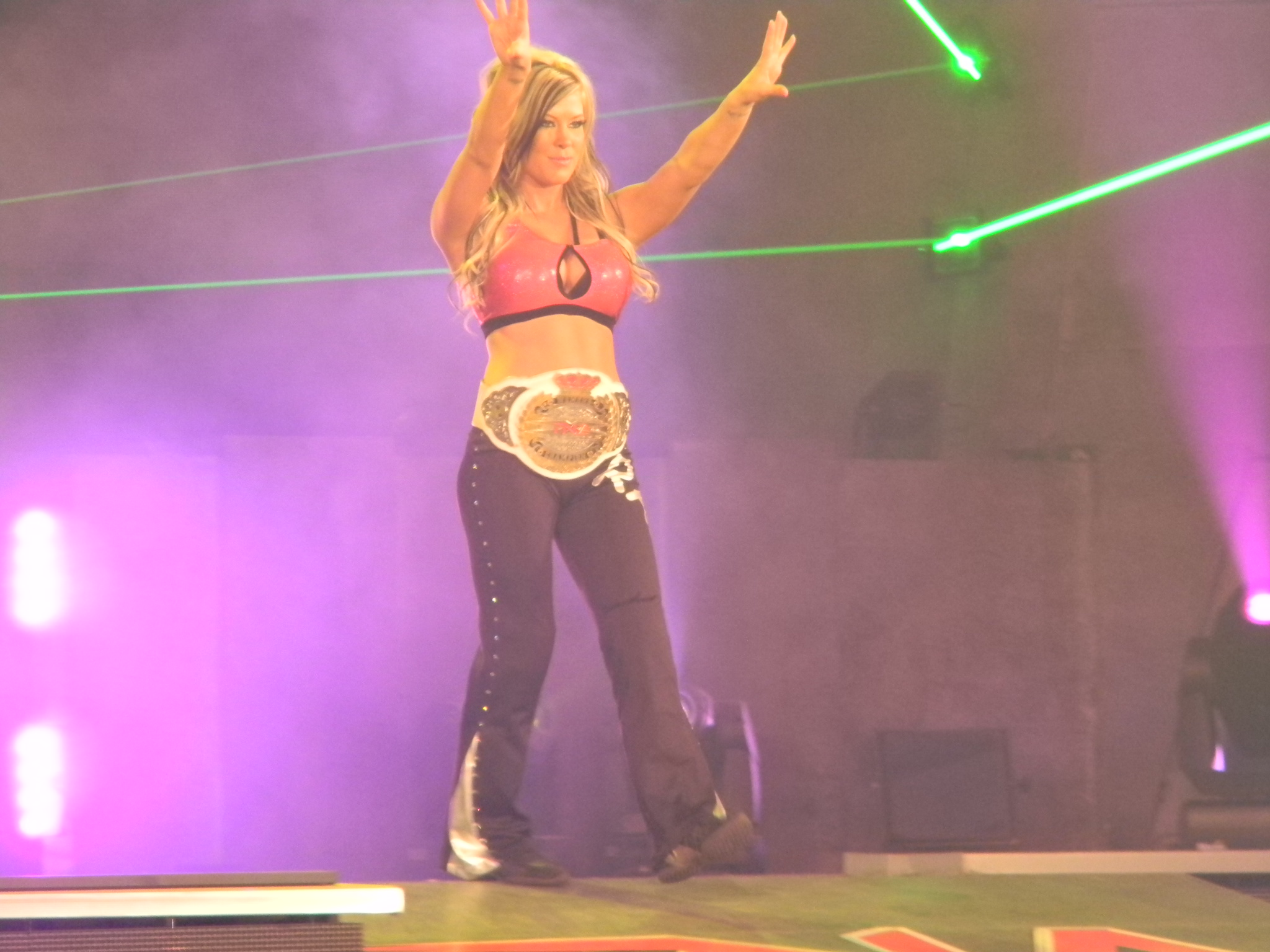
Rayne como Campeona de Mujeres Knockout de la TNA.

    - Makeover (low Roundhouse kick (Velvet) / High Roundhouse kick (love) en combinación)
    - Russian legsweep (Sky) / Botox Injection (Love)

  - Sky y Von Erich
    - Double DDT

- Movimientos de firma
  - Double arm wrench seguido de double kick a las piernas del oponente y finalizado con double dropkick a la nuca - Sky y Rayne
  - Double elbow drop con burlas - Love y Sky
  - Double Russian legsweep - Sky y Rayne/Love
  - Double straight jacket slam - Sky y Rayne

## Campeonatos y logros
- Ring of Honor

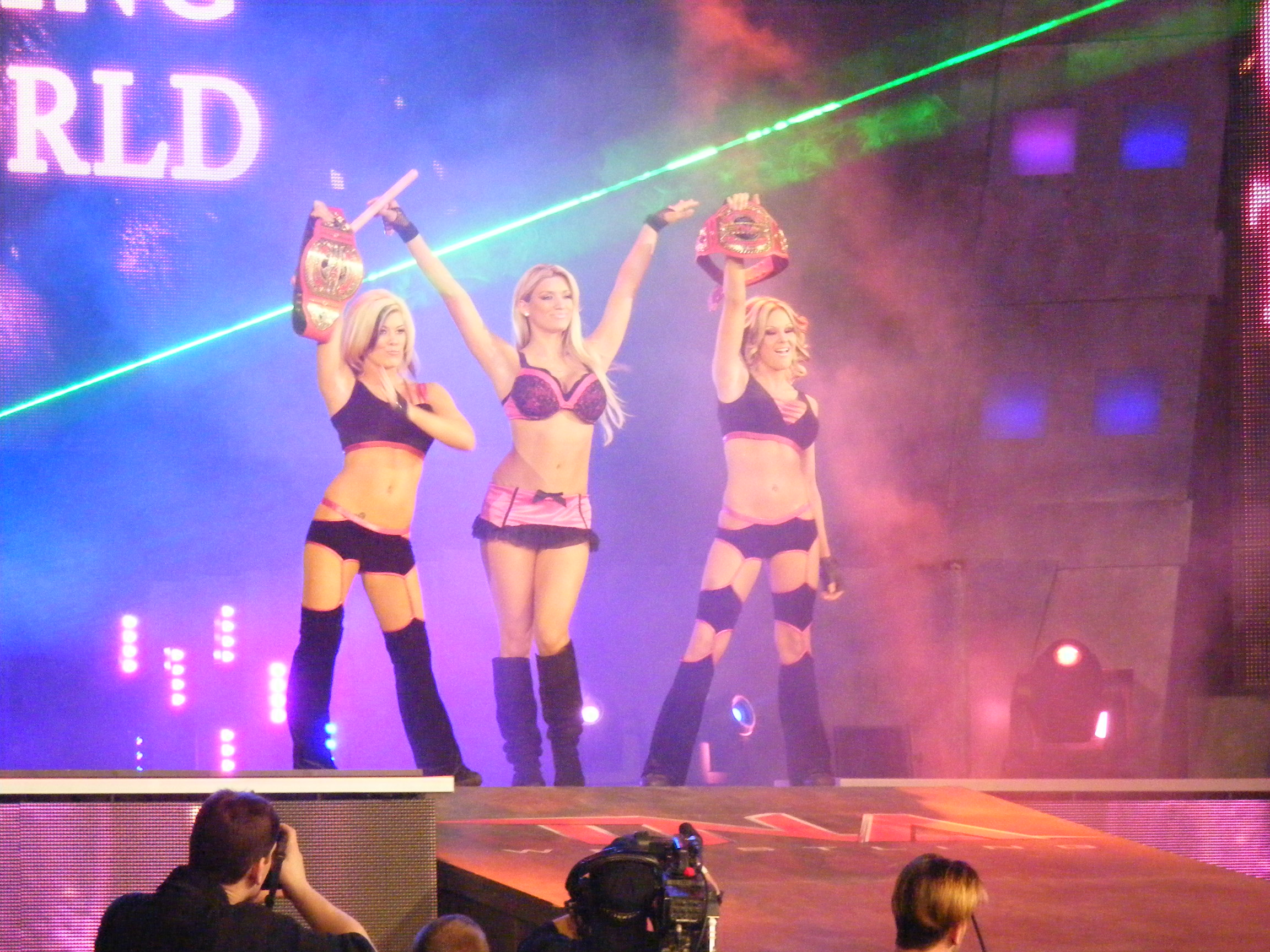
The Beautiful People

  - Women of Honor World Championship (1 vez) — Love

- Total Nonstop Action Wrestling
  - TNA Women's Knockout Championship (6 veces) - Angelina Love (4) y Madison Rayne (2)Velvet Sky.
  - TNA Knockout Tag Team Championship (2 veces) - Velvet Sky, Lacey Von Erich & Madison Rayne (1 vez) y Angelina Love & Winter (1 vez)

- Datos: Q2139891